# Altolamprologus compressiceps
Altolamprologus compressiceps – gatunek słodkowodnej ryby z rodziny pielęgnicowatych (Cichlidae). Hodowany w akwariach.

## Występowanie
Żwirowy i skalny litoral jeziora Tanganika.

## Opis
Wygląd zbliżony do Altolamprologus calvus. Ciało silnie bocznie spłaszczone, wygrzbiecone, ze spiczastą głową i dużym otworem gębowym. Wysoka płetwa grzbietowa. Kolor ciała żółtobrązowy. Na bokach 6–7 pionowych, brązowych pręg. Osiąga długość 12–13 cm.
Dymorfizm płciowy: samce są większe od samic, mają dłuższe płetwy brzuszne, grzbietową i odbytową.
Ryba drapieżna, polująca aktywnie na małe ryby (w odróżnieniu od A. calvus, który poluje z zasadzki), podkradająca ikrę innych gatunków. Nie wykazuje zachowań terytorialnych. Zaliczana do muszlowców, ponieważ chętnie zajmuje puste muszle ślimaków z rodzaju Lanistes. Wykazuje silną agresję wewnątrzgatunkową, w akwarium można hodować tylko jedną parę. Do tarła przystępują dobrane pary, zdarzają się jednak grupy poligamiczne. Samica składa w muszlach od 30 do 100 szt. ikry. Opiekę nad ikrą i narybkiem sprawuje samica, która również wyznacza rewir.
| Zalecane warunki w akwarium | Zalecane warunki w akwarium |
| --------------------------- | --------------------------- |
| Zbiornik                    | duży                        |
| Temperatura wody            | 24–27 °C                    |
| Twardość wody               | twarda 8–25°n               |
| Skala pH                    | 7,3–8,8                     |
| Pokarm                      | żywy, mrożony i suchy       |